# Gustaw Potworowski
Comte Gustaw Potworowski du clan Dębno, né le 3 juin 1800 dans le hameau de Bielewo (commune de Krzywiń) et mort le 23 novembre 1860 à Posen, est un militant activiste polonais, fondateur de la Kasyno à Gostyń et militant de la Ligue polonaise (de) (Liga Polska).

## Historique

Blason du clan Dębno dont est rattachée la famille Potworowski

Gustaw Potworowski fut étudiant en musique à Varsovie, ainsi qu'au lycée Sainte-Marie-Madeleine de Poznań. Il suivit par la suite des conférences politiques et de droit à Berlin. Militant nationaliste, il participa activement à l'insurrection de novembre 1830 dans le Grand-duché de Posen. Il fut arrêté et emprisonné à Klaipėda d'où il finit par s'échapper.
Gustaw Potworowski est élu député en 1843.
En 1848, lors de l'Insurrection de Grande-Pologne, durant cette période historique européenne surnommée le « Printemps des peuples », il participe avec d'autres personnalités polonaises, telle que Karol Libelt, à la création du  Comité national polonais dont il devient immédiatement le président.
Il a été membre de l'Assemblée constituante de Prusse au cours de laquelle il défendit les intérêts du peuple polonais. Il fut à la tête de la toute nouvelle Ligue polonaise (de).
Gustaw Potworowski meurt le 23 novembre 1860 à Posen et enterré le 27 novembre à Leszno.